# شونيتشي لكينوي
شونيتشي لكينوي (池ノ上 俊) (ولد 16 فبراير 1967) هو لاعب كرة قدم ياباني سابق، شارك في كأس آسيا 1988.

## روابط خارجية
- شونيتشي لكينوي على موقع رابطة كرة القدم اليابانية للمحترفين (اليابانية)
- شونيتشي لكينوي على موقع عالم كرة القدم.نت (الإنجليزية)

1. ↑  "معلومات عن شونيتشي لكينوي على موقع data.j-league.or.jp". data.j-league.or.jp. مؤرشف من الأصل في 2018-09-01.

- شونيتشي لكينوي